# Grifone Catania
La Grifone Catania è stata una società italiana di pallacanestro maschile con sede a Catania.
L'Associazione Sportiva Grifone fu attiva negli anni cinquanta e sessanta, arrivando in Serie A Seconda Serie; fu poi rifondata come Polisportiva, battezzata così in onore della società storica e disputò per un quindicennio vari campionati regionali.
L'A.S. Grifone disputò per tre anni consecutivi la seconda serie nazionale, campionato che includeva le squadre del Centro-Sud, salvandosi per due anni allo spareggio. La società aveva anche una sezione pallanuoto che aveva ereditato la formazione del Giglio Bianco. La società confluì nel 1964 nel Gad Etna. Nel 1991 fu rifondata per dedicarsi principalmente all'attività giovanile e servì da serbatoio per le principali squadre del periodo, ovvero il CUS Catania, la Virtus Basket e la Pallacanestro Catania.
La formazione del 1959-1960, che ottenne la prima salvezza in Serie A, è stata inserita nella Hall of Fame del basket catanese.

## Storia

### Gli esordi
La società sportiva che faceva riferimento al circolo dei nobili di Alberto Di Blasi fu fondata nel 1955: in quell'anno la formazione allenata da Pippo Mangano fece la sua prima apparizione nel mondo della pallacanestro, iscrivendosi alla Promozione. Di Blasi, professore universitario, aveva fondato la squadra per gioco: aprì una sede prima in via Papale, poi in via Etnea, e fece attività anche nel calcio, nella pallavolo femminile e nel ciclismo. Erroneamente, si è tramandato che la Grifone rilevò la squadra pallanotistica dalla Giglio Bianco Catania. Le prime due stagioni, senza risultati eclatanti, furono vissute all'ombra delle concittadine CSI, formazione più attrezzata, e Libertas Ventimiglia.

### L'ultimo periodo
Nel 2011-2012 ha disputato il campionato di Under-13 maschile, con Antonio Vergani e Filippo Saccà in carica rispettivamente come presidente e dirigente responsabile della società. In seguito non risulta iscritta ad alcun campionato.

## Cronistoria
| Cronistoria della Grifone Catania |
| --- |
| - 1955 · fondazione dell'Associazione Sportiva Grifone. - 1955-1956 · 4ª in Promozione. - 1956-1957 · 4ª in Promozione, ammessa in Serie C. - 1957-1958 · 1ª nel Girone H di Serie C, vince lo spareggio promozione, promossa in Serie B. - 1958-1959 · 4ª nel Girone D di Serie B, perde lo spareggio promozione, ripescata in Serie A. - 1959-1960 · 6ª nel Girone D di Serie A, vince lo spareggio retrocessione. - 1960-1961 · 7ª nel Girone D di Serie A, vince lo spareggio retrocessione. - 1961-1962 · 9ª nel Girone A di Serie A, perde gli spareggi retrocessione, retrocessa in Serie B. - 1962-1963 · 1ª nel girone siciliano orientale di Serie B, non promossa dopo il girone finale. - 1963-1964 · 2ª nel girone siciliano di Serie B. La società fallisce e i giocatori confluiscono nel Gad Etna. - 1991 · fondazione della Polisportiva Grifone Catania. - 1991-1994 · attività giovanile. - 1994-1995 · partecipa alla Serie D. - 1995-1996 · 3ª in Serie D. - 1996-1998 · partecipa alla Serie D. - 1998-1999 · 1ª in Serie D, promossa in Serie C2. - 1999-2000 · partecipa alla Serie C2. - 2000-2006 · partecipa alla Serie C2. - 2006-2007 · 8ª nel Girone B siciliano di Serie C2. - 2007-2008 · 7ª nel Girone B siciliano di Serie C2, rinuncia all'iscrizione. - 2008-2012 · attività giovanile. |

## Cestisti
- Salvatore Lanzafame (1955 - 1957)
- Santi Puglisi (1959 - 1963)

## Presidenti e allenatori

### Presidenti
Il presidente della Grifone storica fu Alberto Di Blasi, un professore che gestiva un circolo per nobili, chiamato appunto Grifone, e che fondò la società a metà degli anni cinquanta. Di Blasi rimase al vertice della società fino al 1964, quando per ragioni economiche dovette chiudere la società e ritirarsi dalla pallacanestro.
La nuova Grifone fu fondata e presieduta da Enzo Molino, ex allenatore e dirigente del Gad Etna. Nel momento in cui iniziò la sinergia con il CUS Catania, la società fu rilevata dall'oculista Massimo Di Maita e poi inglobata nel gruppo che faceva capo alla Virtus Catania Basket. Al momento del ritiro di quest'ultima società, la Grifone venne salvata da Nino Vergani e Carmelo Carbone, che ne proseguirono l'attività per una stagione. Infine, divenne una delle società giovanili nell'orbita della Pallacanestro Catania.

### Allenatori
Cinque allenatori si sono alternati alla guida della società storica, tra il 1955 e il 1964. Direttore tecnico ne è stato Gigi Mineo, sempre presente nello staff dirigenziale e all'occorrenza responsabile diretto della gestione della prima squadra; fu sotto la sua guida che nel 1958 fu conquistata l'unica promozione sul campo, dalla C alla B, e la prima salvezza in Serie A. L'allenatore più importante è stato comunque Amerigo Penzo, già c.t. della Nazionale ad interim e guida della Grifone in tre differenti periodi, artefice di una salvezza in Serie A conquistata allo spareggio nel 1961.
Gli allenatori che guidarono la guida della formazione senior della nuova Grifone furono tutti tecnici validi per il loro lavoro nel settore giovanile. Tra loro spiccano i nomi di Carmine Bonomo, tecnico di lungo corso nella femminile e a Palermo, Pippo Famoso, già giocatore di S.C. Catania e U.S. Palermo in Serie B, ed Enzo Privitera, che giocò in Serie C con il Gad Etna.
- 1955-1964 · Alberto Di Blasi
- 1991-2000 · Enzo Molino
- 2000-2002 · Massimo Di Maita
- 2002-2007 ·
- dal 2007 · Nino Vergani

- 1955-1957 · Pippo Mangano
- 1957-1958 · Gigi Mineo
- 1958-1960 · Amerigo Penzo
- 1960 · Gigi Mineo
- 1960 · autogestione
- 1960-1961 · Amerigo Penzo
- 1961 · autogestione
- 1961-1962 · Bruno Cacchi
- 1962 · Amerigo Penzo
- 1962-1963 · Santo Caponnetto
- 1963-1964 · Gigi Mineo

- 1994-1995 · Carmine Bonomo
- 1995 · Filippo Galatà
- 1995-1996 · Carmine Bonomo
- 1996-2000 · Daniele Balbo
- 2000-2002 · Enzo Privitera
- 2002-2003 ·
- 2003-2004 · Pippo Strazzeri
- 2004-2005 ·
- 2005-2006 · Pippo Famoso
- 2006 · Andrea Bianca
- 2006-2007 · Sergio Cimellaro
- 2007-2008 · Pippo Famoso

## Record e statistiche

### Partecipazione ai campionati
| Livello | Categoria  | Partecipazioni | Debutto   | Ultima stagione | Totale |
| ------- | ---------- | -------------- | --------- | --------------- | ------ |
| 2º      | Serie A    | 3              | 1959-1960 | 1961-1962       | 3      |
| 3º      | Serie B    | 3              | 1958-1959 | 1963-1964       | 3      |
| 4º      | Serie C    | 1              | 1957-1958 | 1957-1958       | 1      |
| 5º      | Promozione | 2              | 1955-1956 | 1956-1957       | 2      |
| 6º      | Serie C2   | 9              | 1999-2000 | 2007-2008       | 9      |
| 7º      | Serie D    | 5              | 1994-1995 | 1998-1999       | 5      |

In 23 stagioni sportive; cinque campionati (tre di A, uno di B e uno di C) gestiti a livello nazionale, 18 a livello regionale (due di B, due di Promozione, nove di C2 e cinque di D).